# Iniziativa dei Partiti Comunisti e Operai d'Europa
L'Iniziativa dei Partiti Comunisti e Operai d'Europa (la cui denominazione estesa è stata Iniziativa dei Partiti Comunisti e Operai per lo studio e l'elaborazione sui temi europei e il coordinamento delle loro attività, spesso abbreviata semplicemente come Iniziativa o Iniziativa Comunista Europea) è stata un'organizzazione politica che riuniva i partiti comunisti marxisti-leninisti europei.
È stata fondata a Bruxelles il 1º ottobre 2013.
Nonostante l'Iniziativa operasse principalmente all'interno dell'UE, la partecipazione era aperta anche a partiti non facenti parte dell'Unione.
La Segreteria dell'Iniziativa era composta da 9 partiti: il Partito Comunista di Grecia, il Partito Operaio Ungherese, il Partito dei Lavoratori (Irlanda), il Partito Comunista (Italia), il Partito Socialista di Lettonia, il Partito Comunista di Slovacchia, il Partito Comunista dei Lavoratori di Spagna, Partito Comunista di Svezia e il Partito Comunista di Turchia.
Si è disciolta l'11 settembre 2023, principalmente a causa di divergenze politiche e ideologiche in merito all'invasione russa dell'Ucraina del 2022, all'effettivo modo di produzione dello Stato cinese (capitalista o socialista) e all'adesione dei partiti che hanno sostenuto l'invasione russa alla Piattaforma Mondiale Antimperialista. I partiti che invece hanno condannato l'invasione come imperialista sono successivamente confluiti nell'Azione Comunista Europea.

## Ideologia
L'Iniziativa basava la propria ideologia sui principi del socialismo scientifico. Considerava l'Unione europea come uno strumento del capitale, atto a promuovere misure in favore dei monopoli e della concentrazione della ricchezza nonché come blocco imperialista contrapposto agli interessi delle classi lavoratrici europee. Proprio per questo sosteneva la necessità dell'uscita unilaterale e immediata dall'UE e dalla NATO degli stati membri.

## Partiti membri
| Stato              | Partito                                                        | Data di adesione | Seggi Camera bassa | Seggi Camera alta | Seggi Europarlamento |
| ------------------ | -------------------------------------------------------------- | ---------------- | ------------------ | ----------------- | -------------------- |
| Austria            | Partito del Lavoro d'Austria                                   | 1º ottobre 2013  | 0 / 183            | 0 / 62            | 0 / 19               |
| Bielorussia        | Partito Comunista dei Lavoratori di Bielorussia                | 1º ottobre 2013  | 0 / 110            | 0 / 64            | non membro Ue        |
| Bulgaria           | Partito dei Comunisti Bulgari                                  | 1º ottobre 2013  | 0 / 240            | monocamerale      | non membro Ue        |
| Bulgaria           | Unione dei Comunisti in Bulgaria                               | 1º ottobre 2013  | 0 / 240            | monocamerale      | non membro Ue        |
| Croazia            | Partito Socialista del Lavoro di Croazia                       | 1º ottobre 2013  | 0 / 151            | monocamerale      | 0 / 12               |
| Danimarca          | Partito Comunista in Danimarca                                 | 1º ottobre 2013  | 0 / 175            | monocamerale      | 0 / 14               |
| Finlandia          | Partito Comunista dei Lavoratori - per la Pace e il Socialismo | 26 novembre 2018 | 0 / 200            | monocamerale      | 0 / 14               |
| Francia            | Partito Comunista Rivoluzionario di Francia                    | 1º ottobre 2013  | 0 / 577            | 0 / 348           | 0 / 79               |
| Francia            | Polo di Rinascita Comunista in Francia                         | 1º ottobre 2013  | 0 / 577            | 0 / 348           | 0 / 79               |
| Georgia            | Partito Comunista Unificato della Georgia                      | 1º ottobre 2013  | 0 / 150            | monocamerale      | non membro Ue        |
| Grecia             | Partito Comunista di Grecia                                    | 1º ottobre 2013  | 15 / 300           | monocamerale      | 2 / 21               |
| Irlanda            | Partito dei Lavoratori                                         | 1º ottobre 2013  | 0 / 158            | 0 / 60            | 0 / 13               |
| Italia             | Partito Comunista                                              | 1º ottobre 2013  | 0 / 400            | 0 / 200           | 0 / 76               |
| Lettonia           | Partito Socialista di Lettonia                                 | 1º ottobre 2013  | 0 / 100            | monocamerale      | 0 / 8                |
| Lituania           | Fronte Popolare Socialista                                     | 1º ottobre 2013  | 0 / 141            | monocamerale      | 0 / 11               |
| Macedonia del Nord | Partito Comunista di Macedonia                                 | 1º ottobre 2013  | 0 / 120            | monocamerale      | non membro Ue        |
| Malta              | Partito Comunista Maltese                                      | 1º ottobre 2013  | 0 / 67             | monocamerale      | 0 / 6                |
| Moldavia           | Resistenza Popolare                                            | 1º ottobre 2013  | 0 / 101            | monocamerale      | non membro Ue        |
| Norvegia           | Partito Comunista di Norvegia                                  | 1º ottobre 2013  | 0 / 169            | monocamerale      | non membro Ue        |
| Polonia            | Partito Comunista di Polonia                                   | 1º ottobre 2013  | 0 / 460            | monocamerale      | 0 / 52               |
| Regno Unito        | Nuovo Partito Comunista di Gran Bretagna                       | 1º ottobre 2013  | 0 / 650            | 0 / 764           | non membro Ue        |
| Russia             | Partito Comunista Operaio Russo                                | 1º ottobre 2013  | ONG                | monocamerale      | non membro Ue        |
| Serbia             | Nuovo Partito Comunista di Jugoslavia                          | 1º ottobre 2013  | 0 / 250            | monocamerale      | non membro Ue        |
| Slovacchia         | Partito Comunista di Slovacchia                                | 1º ottobre 2013  | 0 / 150            | monocamerale      | 0 / 14               |
| Spagna             | Partito Comunista dei Lavoratori di Spagna                     | 3 marzo 2019     | 0 / 350            | 0 / 265           | 0 / 59               |
| Svezia             | Partito Comunista di Svezia                                    | 1º ottobre 2013  | 0 / 349            | monocamerale      | 0 / 21               |
| Turchia            | Partito Comunista di Turchia                                   | 22 gennaio 2017  | 0 / 600            | monocamerale      | non membro Ue        |
| Ucraina            | Unione dei Comunisti di Ucraina                                | 1º ottobre 2013  | 0 / 450            | monocamerale      | non membro Ue        |
| Ungheria           | Partito Operaio Ungherese                                      | 1º ottobre 2013  | 0 / 199            | monocamerale      | 0 / 21               |

## Partner non europei
A partire dal 21 dicembre 2018:
- Movimento Socialista del Kazakistan

- Partito Comunista del Messico

- Partito Comunista Paraguaiano

## Ex membri
| Stato     | Partito                                | Data di adesione | Data di uscita  |
| --------- | -------------------------------------- | ---------------- | --------------- |
| Rep. Ceca | Partito Comunista di Boemia e Moravia  | 1º ottobre 2013  | 2 ottobre 2013  |
| Spagna    | Partito Comunista dei Popoli di Spagna | 1º ottobre 2013  | 3 marzo 2019    |
| Turchia   | Partito Comunista                      | 17 luglio 2014   | 22 gennaio 2017 |